# José María Salvador y Barrera
José María Salvador y Barrera (Marchena, 1 de setembre de 1851 - Vigo, 4 de setembre, 1919) fou un religiós i historiador espanyol, bisbe de València i Madrid, senador per l'arquebisbat de Toledo i acadèmic de la Reial Acadèmia de la Història.

## Biografia
Després de doctorar-se en filosofia i teologia i graduar-se en Filosofia i Lletres i Dret Civil i exercir durant un temps com a canonge i professor d'història crítica d'Espanya a la Facultat de Dret del Sacromonte de Granada, el 16 de desembre de 1901, el papa Lleó XIII el va preconitzar Bisbe de Tarassona. Preocupat per l'acció social, hi va constituir una assignatura en el Seminari d'aquest bisbat. El 1903 va rebre la Gran Creu de l'Orde d'Isabel la Catòlica.
El 14 de desembre de 1905 va ser traslladat a la diòcesi de Madrid, prenent possessió el 10 de maig de 1906. Va inaugurar el Seminari Major el 21 d'octubre de 1906 i el Seminari Menor d'Alcalá l'1 d'octubre de 1907. A Madrid va crear un Montepio per al clergat. El 1907 fou escollit senador per l'arquebisbat de Toledo, càrrec que va exercir fins a 1911 i posteriorment de 1914 a 1917. El 18 de juny de 1911 fou escollit acadèmic de la Reial Acadèmia de Ciències Morals i Polítiques. El 19 d'abril de 1912 fou escollit acadèmic de la Reial Acadèmia de la Història, prenent possessió de la medalla número 12 el 10 de març de 1914. El 1911 va rebre la Gran Creu del Mèrit Naval i el 1913 la gran creu de l'Orde d'Alfons XII.
El papa Benet XV el va preconitzar arquebisbe de València el 14 de desembre de 1916 i va prendre possessió a l'any següent. Allí va promoure la doctrina social de l'Església i va defensar activament l'ensenyament religiós en el Senat, enfront dels intents de secularització contemporanis. Va morir sobtadament a Vigo el 4 de setembre de 1919. Està enterrat a la catedral de València.